# Ricardo I de Borgoña
Ricardo I de Borgoña, llamado el Justiciero (muerto en 921) fue conde de Autun desde 880, y primer duque de Borgoña, después de conseguir la soberanía de todos los ducados de la Borgoña, excepto Mâcon. En 890 ya se le citaba como dux (duque) y, en 900, como marchio (margrave). En 918, ya era conocido como dux Burgundionem o dux Burgundiae, lo que probablemente significaría más la soberanía feudal sobre un gran número de condados en una región específica que la existencia de un ducado borgoñés unificado.

## Familia
Tuvo varios hijos con su mujer Adelaida hija de Conrado II, conde de Auxerre, y Ermentrude de Alsacia:
- Raul, sucesor y posteriormente rey de Francia;
- Hugo, sucesor de su hermano;
- Ermengarda, casada con Gilberto de Chalon;
- Willa, casada primero con Hugo, conde de Vienne, y después con Boso, conde de Arlés;
- Adelaide, casada con Reginaldo II, conde de Hainaut;
- Riquilda, casada con Lietardo, conde de Mâcon.